# ジョージ・グローヴス (音響技術者)
ジョージ・ロバート・グローヴス（George Robert Groves、1901年12月13日 - 1976年9月4日）は、サイレント映画に音響を加える技術の発展に重要な役割を果たした、映画の音響に関する最初期の先駆的技術者。彼はまた、ハリウッド最初の「サウンド・マン (sound man)」（音響技術者）であったとされ、画期的作品であったアル・ジョルスンの『ジャズ・シンガー』に録音技術者として参加したのをはじめ、初期の多数のトーキーに関わった。46年にわたってワーナー・ブラザースで働いて、音響監督まで昇進し、その間にアカデミー賞を2回受賞した。

## 生い立ち
グローヴスは1901年12月13日に、イングランドの当時のランカシャー（現在のマージーサイド）セント・ヘレンズで、デューク・ストリート57番地 (57 Duke Street) の理容所に生まれた。父親のジョージ・アルフレッド・グローヴス (George Alfred Groves) は親方の理容師であったが、音楽の才にも恵まれており、セント・ヘレンズの町で最初にブラスバンドを創始した人物であった。その息子であるジョージ・ジュニアも、様々な楽器を操り、町の劇場であったロイヤル座 (Theatre Royal) で、いつもコルネットを演奏していた。また彼は、父がデューク・ストリートとオーエン・ストリート (Owen Street) に設けていた2カ所の理容店で、剃刀研ぎなどの下働きを務めていた。
グローヴスは、地元のセント・ヘレンズで、ナットグローヴ (Nutgrove) のレイヴンヘッド・ジュニア・スクール (Ravenhead Junior School) とカウリー・グラマー・スクール (Cowley Grammar School) に学んだ。その後、奨学金を得てリヴァプール大学に学び、1922年に電気通信工学で優等賞の学位を得た。コヴェントリーのピール＝コナー電話会社 (the Peel-Connor Telephone Company)（ゼネラル・エレクトリック・カンパニー (GEC) 関係の電話会社）で、初期の無線受信機の開発に一年ほど従事してから、アメリカ合衆国のベル研究所で2年間の契約で働く仕事に応募した。1923年12月1日、グローヴスは、ラコニア号 (SS Laconia) でニューヨークへ出発した。

## 経歴
グローヴスは、当時、サウンド・オン・ディスク (Sound-on-disc) 方式によって映画に音声を付ける技術の開発に取り組んでいたベル研究所の研究チームに加わった。1925年、ワーナー・ブラザース]このベル方式の権利を買い取り、ヴァイタフォン社を設立した。1926年、グローヴスはヴァイタフォンの担当となり、ジョン・バリモア主演の映画『ドン・ファン』（1926年）で、サウンドトラックの録音をおこなった。この映画は、長編映画としては初めての同期されたサウンドトラックをもつ作品であり、ニューヨーク・フィルハーモニックの演奏が収録された。グローヴスは新たな工夫を編み出し、何本ものマイクロフォンを用いる技法によって、107人編成の強力なオーケストラの音を、録音しながら同時にミックスしていった。これによって彼は、映画史上最初の音楽ミキサーになったのであった。
続いてグローヴスは、映画業界に根本的な大変動をもたらした映画『ジャズ・シンガー』（1927年）の録音を担当した。この映画に主演したアル・ジョルスンは、グローヴスのことを「もの静かで小柄なイングランド人 (The Quiet Little Englishman)」と呼び、自分の映画の録音は、グローヴスだけに任せたいと述べた。『ジャズ・シンガー』の録音を行なったことによって、グローヴスは、録音技師 (production recordist) となった。
第二次世界大戦中、グローヴスは、アメリカ陸軍航空軍第1映画部隊（First Motion Picture Unit, FMPU）に加わった。
長きにわたったワーナー・ブラザースにおける活動の間に、ジョージ・グローヴスはこの他にも、自動台詞変換（automated dialogue replacement, ADR：アフレコ、吹き替えの技法）やワイヤレスマイクなど、今日の映画やテレビ業界において当然のものとなっている様々な音響技術や技法を編み出した。グローヴスは、『サヨナラ』（1957年）と『マイ・フェア・レディ』（1964年）で、アカデミー録音賞を2回受賞した。1965年に行なわれた後者の第37回アカデミー賞授業式では、スティーブ・マックイーンとクラウディア・カルディナーレが、ステージ上でグローヴスに賞を授与した。グローヴスの経歴を通して、何らかの形で関わった作品のうち、32作品がアカデミー録音賞にノミネートされた。
インストラクター(PADI - OWSI)。
1957年、グローヴスはワーナー・ブラザースの音響監督 (Director of Sound) となり、1972年に引退した際には、米国映画テレビ技術者協会 (SMPTE) からサミュエル・L・ワーナー (Samuel L. Warner) 記念賞を贈られた。グローヴスは1976年9月4日に心臓発作のために死去した。グローヴスは、ハリウッド・ヒルズ (Hollywood Hills) のフォレスト・ローン・メモリアル・パーク (Forest Lawn Memorial Park) に葬られた。

### アカデミー賞
アカデミー録音賞を2回受賞し、さらに6回のノミネートを受けている。
受賞
- サヨナラ Sayonara - 1957年[5]
- マイ・フェア・レディ My Fair Lady - 1964年[6]

ノミネーション
- Song of the Flame - 1930年[7]
- 尼僧物語 The Nun's Story - 1959年[8]
- ルーズベルト物語 Sunrise at Campobello - 1960年[9]
- ミュージック・マン The Music Man - 1962年[10]
- グレートレース The Great Race - 1965年[11]
- バージニア・ウルフなんかこわくない Who's Afraid of Virginia Woolf? - 1966年[12]

## 顕彰運動
1993年、92歳になっていたジョージ・グローヴスの姉でリヴァプール在住のヒルダ・バロウ (Hilda Barrow) が、イギリスにおける弟の先駆的事績の公的顕彰を求めて運動を起こした。その結果、1996年には、イギリスの映画業界によってグローヴスの業績を記念するプラークが2カ所に設けられた。そのひとつは、グローヴスの生誕地であるセント・ヘレンズのデューク・ストリートに、もうひとつはロンドンのウエスト・エンドのワーナーズ・シネマ (Warners Cinema) に置かれた。